# Grenen Kunstmuseum
Grenen Kunstmuseum i Skagen er grundlagt i 1977 af kunstneren Axel Lind, og bygget på ruinerne af Grenens gamle badehotel.
Blandt museets permanente udstillinger kan nævnes 'Axel Linds malerier', 'Nutidige Skagenskunstnere 1940-' og 'Museets Skulptursamling' som indeholder værker af nordiske, russiske og italienske kunstnere.